# Фа цзя
Фа цзя (法家, від китайського фа — закон) або Легі́зм (від лат. legis — закон) — давньокитайська філософська школа V—II ст. до н. е. Її вченням офіційно керувалося царство Цінь і підкорені ним царства. Представники школи стверджували про верховенство державного закону над усіма аспектами життя, проголошували необхідність монархії як умови законності, детального обліку в державі, доносительства, жорстких трудових і військових повинностей, доступності освіти тільки керівникам, а також складної системи винагород і покарань. На відміну від інших філософських шкіл Китаю того часу, у Фа цзя стверджувалося, що закони не абсолютні та можуть змінюватися в міру потреб держави.
Європейським аналогом легізму вважається макіавеллізм.

## Головні ідеї

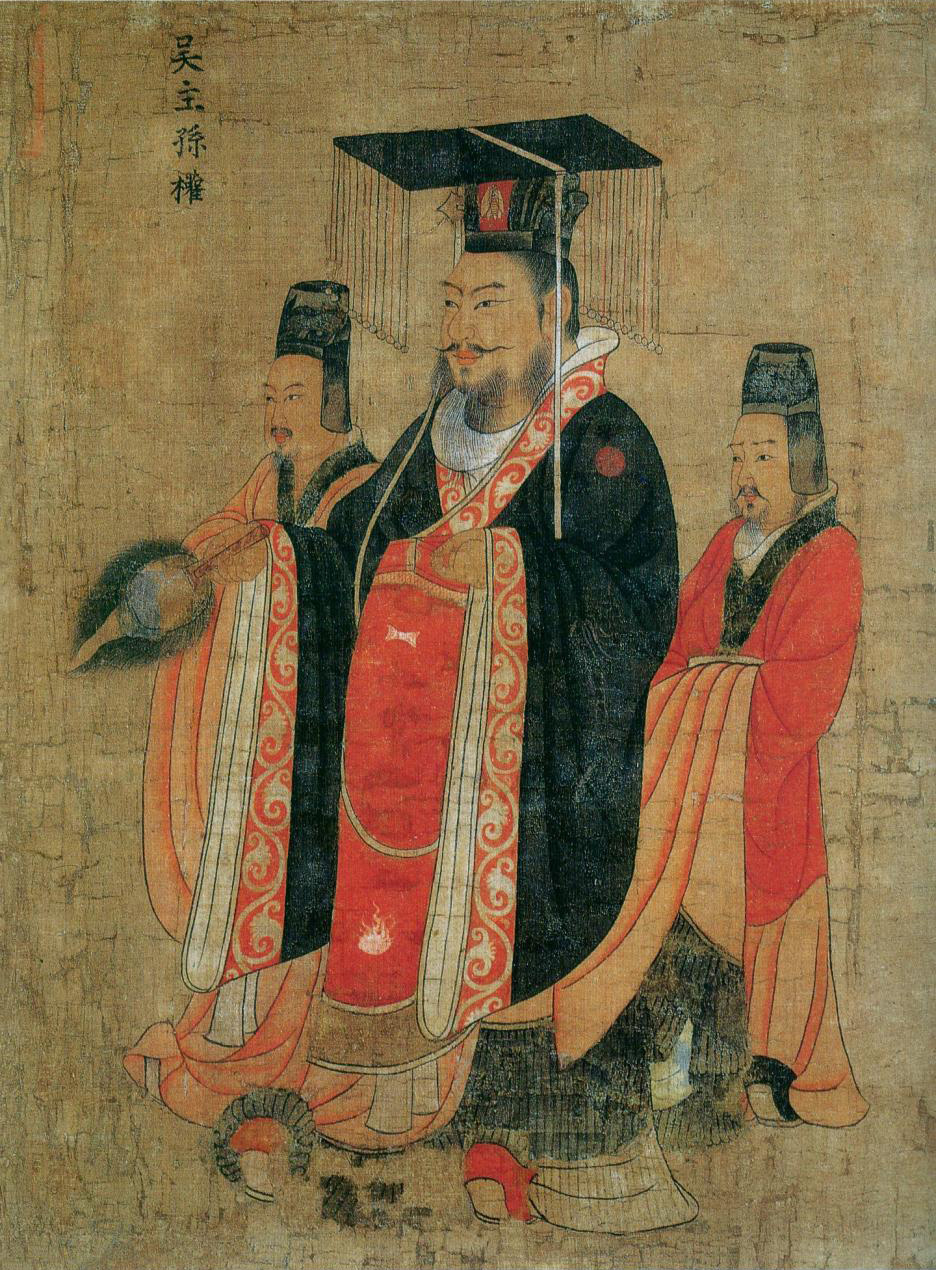
Монарх — ключова особа в філософії Фа цзя. Імператор Сунь Цюань, малюнок VII ст.

Філософія Фа цзя зосереджена на політичному устрої держави. Вона підносила особу монарха, закликаючи передати йому всю повноту влади, а намісників зробити простими виконавцями його волі, не дозволяти їм будь-що приймати на свій розсуд. Головна чеснота у вченні Фа цзя — безумовна покора закону. Цар — єдина людина, яка представляє спільні інтереси підданих, а тому найважливіша в державі. Важлива сама особа монарха, а не його особисті якості. В ідеалі цар — це посередня за здібностями людина, що не приймає рішень, а діє згідно чіткого алгоритму, описаного в законах, яких піддані дотримуються через страх перед покаранням. Монарх у вченні Фа цзя — це теж складова механізму державної влади, як і його піддані; цар вирізняється тільки місцем в ієрархії. Поганий цар в усякому разі кращий, ніж відсутність царя.
У Фа цзя проголошувалася необхідність рівності всіх перед законом. Простолюдини та вельможі однаково мають бути покарані за злочини, і однаково можуть бути винагороджені. Належно виконуючи свої обов'язки, навіть селянин міг би дослужитися до першого міністра. Призначення на вищу посаду потрібно ґрунтувати на попередніх задокументованих заслугах, не зважаючи на походження чи чию-небудь особисту думку про цю людину. Передусім просування по службі повинне відбуватися через військо як найбільш організовану структуру.
Держава повинна бути самодостатньою, уникати контактів з сусідами, в яких вбачалася постійна загроза. Селянство та військо складають основу благополуччя. Тому селянам потрібно видавати землю в приватне користування та винагороджувати їх за понаднормову працю. Для торгівлі всередині держави мають існувати загальні ціни, спроби нажитися, завищуючи їх задля власної вигоди, належить суворо карати. Також, у державі потрібно запровадити єдину систему мір і ваг. Управлінцям корисно встановити правильні назви для речей, дотримуватися однозначності, щоб не допускати вільного трактування наказів або непорозумінь. Дуже важлива легкість сполучення, держава може процвітати тільки тоді, коли є хороші дороги для доставки товарів, переміщення військ і гінців.
Представники Фа цзя вважали, що приклад давнини не завжди хороший, але досвід попередників правителям належить засвоювати. Традиції й честь, принципові в конфуціанстві, розглядалися легістами скептично як надто розмиті поняття. Закони, згідно легізму, не абсолютні й можуть змінюватися, не змінюється тільки принцип цілковитої покори їм. Існування надприродних сил у Фа цзя не заперечувалося, проте думки щодо їх стосунків з людиною різнилися. Попередник легізму Цзі Чань писав, що надприродні сили надто далекі від державних справ, тоді як власне легісти, такі як Хань Фей, стверджували, що без виконання законів Дао виконання державних законів неможливе.
Управління людьми в філософії Фа цзя засновувалося на ідеї, що вони корисливі, схильні до згубних задоволень. Тому їх потрібно постійно залякувати й карати, тримати неосвіченими та роз'єднаними, доцільні лише невеликі групи, що мають спільні заняття. Покарання повинні бути однаково суворими за будь-які злочини та проступки. Тоді народ боятиметься здійснювати важкі злочини. Милосердя дає поганий приклад, що законом можна безкарно знехтувати, тому вважалося ознакою слабкості. Якщо хтось порушить закон, але це принесе користь, то таку людину все одно потрібно покарати.
В Фа цзя схвалювалося доносительство, бо воно сприяє покаранням, а отже виконанню законів. Керівники не повинні довіряти підлеглим, а спиратися тільки на звітність і таємно перевіряти їхню чесність. Керувати державою цареві потрібно так, щоби це лишалося таємницею для інших. У нього не повинно бути особистих спонукань, навпаки, хороший цар — це той, що утримується від бажань та емоцій. Для підтримання порядку потрібна складна бюрократія, де кожна особа має обмежені знання про своє заняття та не відає як працюють інші, задовільняючись лише наказами керівників і звітами підлеглих. У цьому полягає головний парадокс легізму — монарх не повинен нічого робити з особистих спонукань, стаючи рабом своєї посади, де його особистість нічого не важить. І в той же час цар повинен обробляти величезну кількість звітів, змушений довіряти безлічі підданих, яким довіряти небезпечно, та змінювати закони відповідно до нових реалій.

## Історія

Китайські царства в V ст. до н.е.

Школа Фа цзя виникла в складних суспільно-політичних умовах Епохи воюючих царств. Попередником школи вважають політичного діяча царства Ці Гуань Чжуна 管仲 (720—645 до н. е.). Він був радником при царському дворі та першим в історії Китаю поставив державний закон (фа) понад особою царя. Він запропонував обмежувати доступ до знань, аби чітко розмежувати управлінців і виконавців, і запровадити покарання як основний метод управління населенням.
Його ідеї продовжив Цзі Чань, радник царства Чжен, який жив у другій половині VI ст. до н. е., постановивши, що «шлях Неба» чи інакше зібрання релігійно-судових законів, надто далеке від простонароддя. Він запровадив кримінальне законодавство, записавши закони в «сін шу» — «укладі про покарання», що був відлитий у металі, імовірно на священних триногих посудинах. Ден Сі, сановник царства Чжен і сучасник Цзі Чаня, переробив «сін шу» на «чжу сін» — «бамбуковий уклад». Він зазначав, що для правителя важливо називати речі правильними іменами, бути величним і відстороненим від людей, часом жорстким, так само, як буває жорстоким Небо, насилаючи стихійні лиха.
У IV — першій половині III ст. до н. е. філософія Фа цзя оформлюється як самостійне вчення, що протистоїть конфуціанству. Фа цзя ввібрала елементи даосизму, моїзму та Мін цзя. Її представник Шень Дао наголошував, що правителю мало бути достойним, а потрібно також мати неабияку силу (ші) аби виконувати закони. Його послідовник Шень Бухай, перейнявши частину даосизму, стверджував — цареві належить дотримуватися «недіяння» — його влада повинна здійснюватися приховано від підлеглих.
Найповніше ідеї Фа цзя описав Шан Ян, сановник правителя держави Цінь Сяо Ґуна, в трактаті «Шан цзюнь шу». Він протиставляв народ закону, розглядаючи людину за її природою як охочу до різних згубних задоволень, які потрібно обмежувати. Шан Ян запропонував, що населення потрібно тримати неосвіченим, підтримувати доносительство, підносити землеробство та військову справу аби в народу не виникало шкідливих бажань. Землю належить видавати у власність особисто землеробам. Населення потрібно тримати роз'єднаним, поділеним на 5 чи 10 дворів, де всі одне одного знають; тоді порушники закону не зможуть сподіватися на захист. Покарання повинні бути завжди суворими, незалежно від тяжкості вчинку; при цьому кожен підданий, який виконує свої обов'язки краще, ніж вимагається, повинен отримати винагороду. Всі рівні перед законом, до жодної людини не може бути поблажки з огляду на її походження чи попередні заслуги. В такому разі люди боятимуться порушувати закон і держава процвітатиме. Крім того, красномовство й мистецтва визначалися як шкідливі, бо відволікають від корисних обов'язків. Єдиним загальнодержавним заняттям могла бути тільки війна, бо вона підтримує потребу в детальному обліку, чіткому підпорядкуванні та безперебійному виробництві. Також Шан Ян вказував на необхідність розбудови доріг, запровадження єдиної системи мір і ваг, боротьбу з торговою спекуляцією. Примітно, що сам Шан Ян став великим феодалом і запроваджував власні ідеї на практиці в своїх володіннях. Проте при наступному цареві, Хуейвень Цзюневі, філософа було жорстоко страчено.
Завершив формування легізму Хань Фей, поєднавши вчення Шеня Бухая, Шан Яна та Шень Дао з конфуціанством і даосизмом. Хань Фей визнавав верховною силою Дао, котрій кориться правитель. Головною рисою правителя, важливою для слідування Дао, вважав утримання від задоволень і беземоційність. Державні справи, за його поглядами, повинні бути таємними для підлеглих, так само як природа й доля. Спроби осягнути їх призводять до зайвих думок, натомість закони природи, долі та держави потрібно просто беззаперечно виконувати.
У IV ст. до н. е. легізм поширився в царстві Цінь, а коли воно за правління Цінь Ши Хуан-ді, що припало на 247—210 роки до н. е., підкорило навколишні царства, утворивши Китайську імперію, легізм став панівною ідеологією. Проте вже після смерті першого імператора розпочалися міжусобиці, а гігантоманія імперії з такими проєктами як Великий китайський мур і теракотова армія, що виснажували економіку, а також репресії, спричинили занепад легізму.
Упродовж середини II ст. до н. е. легізм зазнав сильного впливу конфуціанства та втратив самостійність як філософська школа, але його елементи інтегрувалися до політики управління державою. Сам термін «Фа цзя» вперше вжив Сима Тан, батько історика Сима Цяня в II ст. до н. е. Вже Сима Тан відгукувався про цю філософську школу як «сувору та недоброзичливу», котра «не розрізняє родичів і незнайомців, а також не робить різниці між шляхетним і низьким: все визначається за законом». Він критикував підхід легістів як «одноразову політику, яку не можна застосовувати постійно», але також схвалював такі її аспекти, як шанування правителів і чітке розмежування обов'язків. Через століття ханський бібліотекар Лю Сян виділив десять текстів у імператорській бібліотеці належними до Фа цзя. Відтоді категорія «Фа цзя» стала використовуватися для класифікації та аналізу ранньої китайської філософської думки.
Наприкінці XIX — початку XX ст. вчення Фа цзя стало здобувати популярність серед противників імператорської влади. В 1920-1940-ві роки представники гоміндану та китайські етатисти на чолі з Ченем Ці-тяном пропагували створення неолегізму. Хань Фея та Лі Си високо оцінював історик Ху Ши. У 1970-ті роки під час антиконфуціанського руху в КНР ідеї легізму на короткий час були проголошені попередниками вчення Мао Цзедуна.

## Головні представники

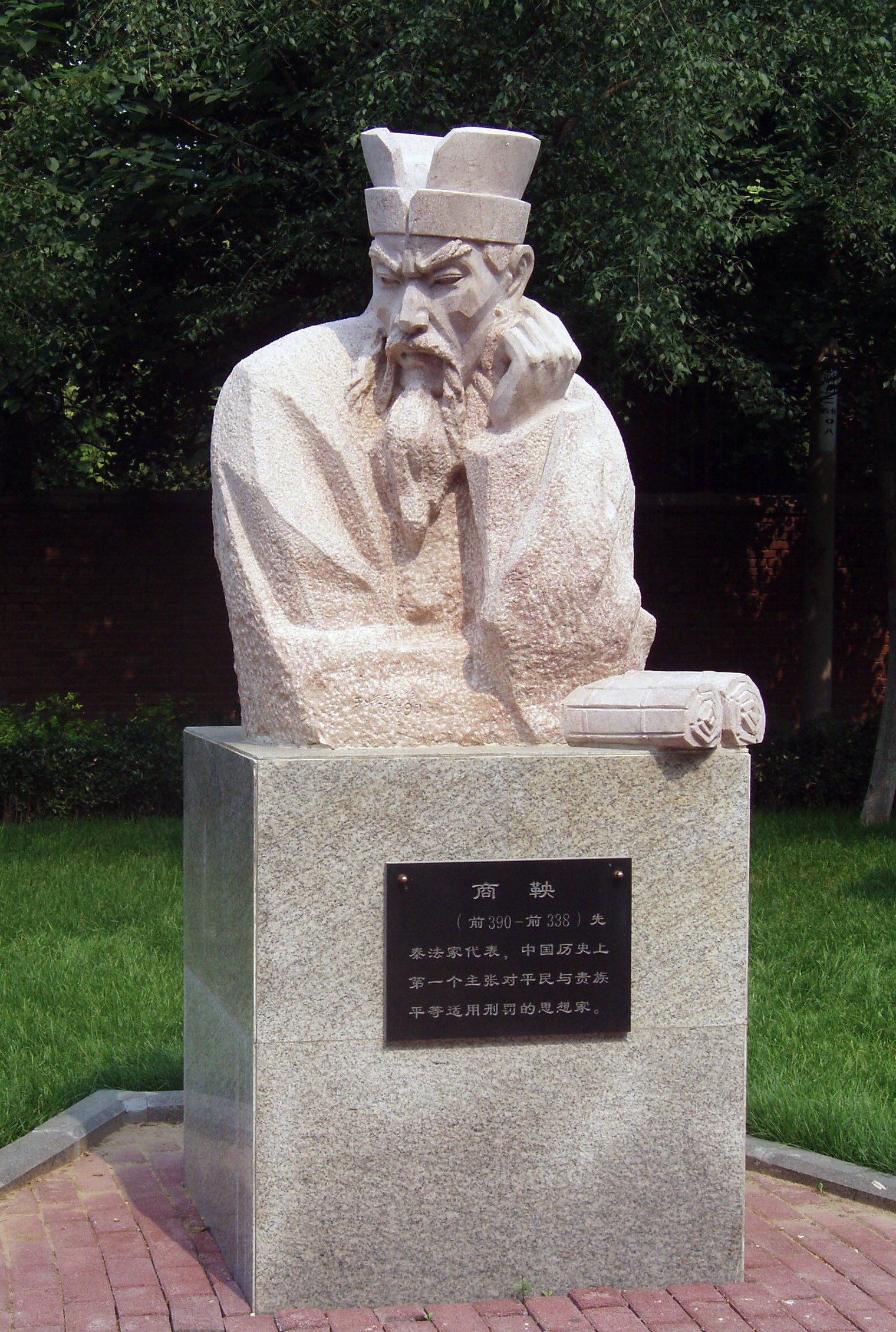
Погруддя Шан Яна

- Шень Бухай (420—337 до н. е.)
- Лі Куй (403—387 до н. е.)
- Шан Ян (390—338 до н. е.,)
- Сюнь Цзи (298—238 до н. е.)
- Хань Фей (280—233 до н. е.)
- Лі Си (280—208 до н. е.)